# Gramigna
Gramigna foi um grupo italiano de rock progressivo ativo no final da década de 1970.

## História
Grupo menos conhecido da Itália setentrional, realizou somente um álbum para a Ultima Spiaggia, em 1977, mas o disco poderia agradar positivamente quem ama o gênero Canterbury/Rock In Opposition, que tinha tido pouquíssimos correlatos na Itália, algo relacionado ao Stormy Six e Picchio Dal Pozzo.
O conceitual Gran disordine sotto il cielo, o qual contém dez músicas, tem fortes afinidades com o grupo inglês Henry Cow no uso da voz feminina de Françoise Godard e de instrumentos como o fagote, oboé e o violino, mas contém também partes mais ligeiras que o deixam fragmentário como o álbum Ultima Spiaggia da homônima etiqueta. Em todo o caso, segundo os críticos, é um disco que merece a escuta.
Entre os músicos participantes, muitos continuaram a carreira. Martelli e Mompellio como compositores, Mariani e Arcari como estimados músicos de estúdio, o último especialmente no campo jazz.

## Formação
- Umberto Calice (voz, percussões)
- Françoise Godard (voz, guitarra)
- Maurizio Martelli (guitarras)
- Alberto Mompellio (teclado, violino, voz)
- Dino Mariani (fagote)
- Mario Arcari (oboé)
- Raoul Scacchi (baixo, guitarra)
- Mario Ultre (bateria)

## Discografia
- 1977 - Gran disordine sotto il cielo (Ultima Spiaggia, ZPLS 34011)